# Ferdinand du Tillet
Ferdinand du Tillet est un personnage de La Comédie humaine d’Honoré de Balzac. Né en 1793, fils d'un grand seigneur inconnu et d'une paysanne qui s'est noyée après sa naissance, il est élevé par un prêtre qui le baptise et lui donne le nom de Ferdinand. Après la mort de son protecteur, Ferdinand prend le nom de son village, du Tillet, et va à Paris avec la ferme intention de devenir un personnage important. C'est un des personnages les plus reparaissants de La Comédie humaine.

## Chronologie de Ferdinand du Tillet
- En 1813, il est commis chez César Birotteau ; il tente de séduire madame Birotteau sans succès, puis il vole trois mille francs à son patron. Il entre ensuite chez un agent de change, devient l'amant de la femme d'un notaire, madame Roguin, et se lie avec les grands banquiers : Keller frères et Frédéric de Nucingen. En rendant service à maître Roguin, il s'improvise banquier et Jean-Esther van Gobseck lui confie une mission en Allemagne. Dans César Birotteau, il s'enrichit en spéculant sur des terrains situés dans le quartier de la Madeleine, à Paris.
- En 1818, dans Un homme d'affaires, il prend Claparon comme homme de paille.
- En 1822, dans Melmoth réconcilié, c'est un banquier reconnu, à l'égal de Frédéric de Nucingen ou des frères Keller. Dans Illusions perdues, Andoche Finot lui fait rencontrer Lucien de Rubempré, qu'il retrouve dans les dîners de lorettes au Rocher de Cancale.
- En 1823, à la mort du baron d'Aldrigger, Frédéric de Nucingen veut lui faire épouser Malvina d'Aldrigger, la fille du baron. Cette même année, il rend visite à Anselme Popinot et conclut une affaire avec lui pour l'achat de son bail rue du Faubourg-du-Temple. Il est obligé d'accepter les conditions très dures d'Anselme.
- En 1824, dans Les Employés ou la Femme supérieure, il assiste aux mercredis de Célestine Rabourdin.
- En 1828, après avoir repoussé Malvina d'Aldrigger qui s'est amourachée de lui dans La Maison Nucingen, il ruine Philippe Bridau dans La Rabouilleuse. Cette même année, dans L'Interdiction, il fréquente le salon de la marquise d’Espard et il s'entend avec Nucingen lors de la troisième liquidation du banquier. Mais il se fait « rouler » par Frédéric de Nucingen et il en tire leçon.
- En 1829, dans Splendeurs et misères des courtisanes, c'est lui qui conseille à Delphine de Nucingen de faire examiner son mari. On le retrouve la même année en compagnie de Florine dans le somptueux hôtel où Esther Gobseck donne un dîner.
- En 1831, c'est un des plus riches banquiers de Paris ; il possède un splendide hôtel rue des Mathurins. Il épouse la fille du comte de Granville : Marie-Eugénie.
- En 1833, il surprend une conversation entre Félix de Vandenesse et sa femme. Il comprend la situation de Marie-Angélique de Vandenesse. En rivalité avec Raoul Nathan pour un siège de député, il fait tout pour l'évincer dans Une fille d'Ève.
- En 1838, Eugène de Rastignac fait signer à Maxime de Trailles un billet à l'ordre de du Tillet dans Le Député d'Arcis.
- En 1841, dans Béatrix, on le retrouve en grande conversation avec Maxime de Trailles à la terrasse du Café Tortoni.
- En 1846, dans La Femme auteur, il est l'invité des Hannequin de Jarente. Personnage considérable, il vit sous les ordres de sa nouvelle maîtresse : Carabine.

Ferdinand du Tillet apparaît aussi dans :
- L'Envers de l'histoire contemporaine
- Le Député d'Arcis
- La Cousine Bette
- Les Comédiens sans le savoir
- Petites Misères de la vie conjugale
- Les Petits Bourgeois
- Le Cousin Pons

Pour les références, voir :
- Liste des personnages d'Honoré de Balzac